# Annemarie Schimmel

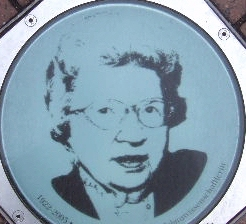
Annemarie Schimmel

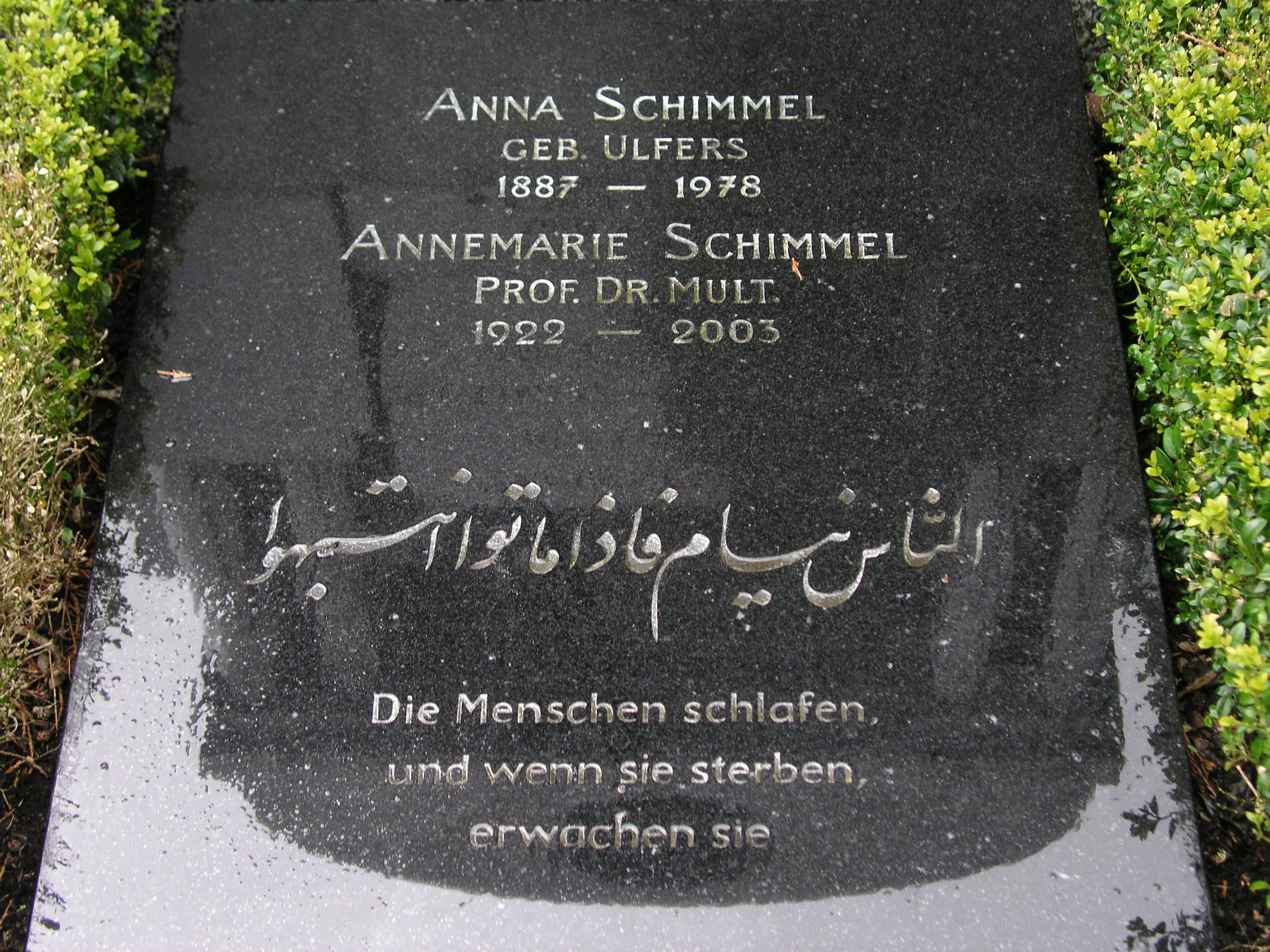
Annemarie Schimmel

Annemarie Schimmel (7 april 1922 – 26 januari 2003) was een Duitse oriëntalist en geleerde, die uitgebreid schreef over de islam en het soefisme. Ze was een professor aan de Harvard-universiteit van 1967 tot 1992 en gaf les aan de Universiteit van Ankara.
In haar boek Mystical Dimensions of Islam behandelde ze het ontstaan van het soefisme en de ontwikkelingen ervan tot de 19e eeuw. Als belangrijke figuren in het soefisme schreef ze onder andere over imam Ja'far al-Sadiq, de twaalf imams en mystici zoals Mansur al-Halladj, Mevlana Rumi, Sjems Tebrizi, Hadji Bektasj Veli, Yunus Emre en Pir Sultan Abdal.

## Publicaties
- As Through A Veil : Mystical Poetry in Islam, New York : Columbia University Press, (1982)
- And Muhammad Is His Messenger: The Veneration of the Prophet in Islamic Piety, 367 pages, (1985), The University of North Carolina Press, ISBN 0-8078-4128-5
- Nightingales Under the Snow, (Poetry), London-New York : Khaniqahi Nimatullahi Publications, 1994, 1997,
- Anvari's Divan: A Pocket Book for Akbar, hardcover, Metropolitan Museum of Art (January 1994)
- A Dance of Sparks: Imagery of Fire in Ghalib's Poetry
- A Two-Colored Brocade: The Imagery of Persian Poetry, University of North Carolina Press (November, (1992); ISBN 0-8078-2050-4
- Deciphering the Signs of God: A Phenomenological Approach to Islam (1991-1992 
*  Lectures), 302 pages,  ISBN 0-7914-1982-7
- Gabriel's Wing: Study into the Religious Ideas of Sir Muhammad Iqbal
- Mystical Dimensions of Islam[dode link]. German edition:    . English translation: North Carolina Univ. Press, 512 pages, copyright 1975,  (1986), ISBN 0-8078-1271-4 . Spanish translation: Las dimensiones místicas del Islam, trad. de A. López Tobajas y M. Tabuyo Ortega, Madrid, Trotta, (2002), ISBN 84-8164-486-2.
- Introducción al Sufismo", Spanish translation: Kairós Editorial, 152 pages (2007).
- Rumi's World : The Life and Works of the Greatest Sufi Poet
- Im Reich der Großmoguln: Geschichte, Kunst, Kultur, (2000), Verlag C. H. Beck. English translation: The Empire of the Great Mughals: History, Art and Culture, [Paperback], Ed. Reaktion books Ltd, London, (2004), 352 pages,  ISBN 1-86189-251-9 another edition (2006).
- Look! This Is Love
- The Triumphal Sun: A Study of the Works of Jalaloddinn Rumi,  London: East-West Pub., (1980).
- Islamic literatures of India,  Wiesbaden : O. Harrassowitz, (1973)
- Mohammad Iqbal, poet and philosopher: a collection of translations, essays and other articles; Karachi : Pakistan-German Forum, (1960).
- Classical Urdu literature from the beginning to Iqbal, Wiesbaden : O. Harrassowitz, (1975); (A history of Indian literature ; V. 8: modern Indo-Aryan literatures.
- Islam: An Introduction,  Albany: State University of New York Press, (1992)
- We believe in one god: the experience of God in Christianity and Islam, edited by Annemarie Schimmel and Abdoldjavad Falaturi ; preface by Kenneth Cragg ; translated by Gerald Blaczszak and Annemarie Schimmel; London : Burns & Oates, (1979)
- Islamic Calligraphy
- Calligraphy and Islamic Culture, New York University Press, (1990).
- Islamic Names: An Introduction (Islamic Surveys), [Paperback], Edinburgh University Press, England, 134 pages, 81995),ISBN 0-85224-612-9 . Hardback edition, (1990),ISBN 0-85224-563-7
- Meine Seele ist eine Frau", copyright 1995, Kösel Verlaf GMBH, Munich. English edition: My Soul is a Woman, The Feminine in Islam, (1997), 192 pages,  Continuum, New York and London, Continuum International Publishing Group . ISBN 978-0-8264-1444-1 .
- Make A Shield From Wisdom : Selected Verses from Nasir-i Khusraw's Divan, translated and introduced by Annemarie Schimmel; London : I. B. Tauris in association with the International Institute of Ismaili Studies, (2001).
- Ernst Trumpp;: A brief account of his life and work
- Das Mysterium der Zahl, ed. Eugen Diederichs Verlag, Munich, (1983). English edition by Oxford University Press (1993), 314 pages, titled  The Mystery of Numbers.
- Islam and the Wonders of Creation: The Animal Kingdom (2003)
- Welch, S.C. et al (1987). The Emperors' album: images of Mughal India. The Metropolitan Museum of Art, New York. ISBN 0870994999. Gearchiveerd op 27 september 2018. (includes an essay by Schimmel)